# Mesembrius hilaris
Mesembrius hilaris là một loài ruồi trong họ Ruồi giả ong (Syrphidae). Loài này được Walker mô tả khoa học đầu tiên năm 1835. Mesembrius hilaris phân bố ở miền Australasia